# Stajkowo (Grande-Pologne)
Pour les articles homonymes, voir Stajkowo.
Stajkowo (prononciation : [stai̯ˈkɔvɔ]) est un village polonais de la gmina de Lubasz dans le powiat de Czarnków-Trzcianka de la voïvodie de Grande-Pologne dans le centre-ouest de la Pologne.
Il se situe à environ 3 kilomètres au sud-ouest de Lubasz (siège de la gmina), 9 kilomètres au sud-ouest de Czarnków (siège du powiat), et à 56 kilomètres au nord-ouest de Poznań (capitale de la Grande-Pologne).

## Histoire
De 1975 à 1998, le village faisait partie du territoire de la voïvodie de Piła.

Depuis 1999, Stajkowo est situé dans la voïvodie de Grande-Pologne.
Le village possède une population approximative de 515 habitants en 2010.